# Cnemalobus bruchi
Cnemalobus bruchi is een keversoort uit de familie van de loopkevers (Carabidae). De wetenschappelijke naam van de soort is voor het eerst geldig gepubliceerd in 1993 door Roig-Junient.